# Serra do Mel
Serra do Mel is een gemeente in de Braziliaanse deelstaat Rio Grande do Norte. De gemeente telt 9.627 inwoners (schatting 2009).